# Tchien-kung 1
Tchien-kung 1 (čínsky 天宫一号, pchin-jin: Tiāngōng yīhào, doslovně: Nebeský palác číslo jedna) byl prototyp čínské vesmírné stanice řady Tchien-kung. Zemi obíhal od 29. září 2011 do 2. dubna 2018. Během letu se k němu připojily tři kosmické lodi Šen-čou, z toho dvě se tříčlennými posádkami. Stanice zanikla neřízeným pádem do atmosféry poté, co nad ní Čína v roce 2016 ztratila kontrolu.

## Průběh letu
Hlavním cílem letu stanice bylo vyzkoušení a nacvičení setkávání a spojování s loděmi Šen-čou. Na její palubě též byly prováděny experimenty v kosmické medicíně a testováno vybavení pro budoucí větší čínské kosmické stanice. Původně byl start stanice plánován na konec roku 2010. Nicméně v březnu 2010 se objevila informace, že byl odložen na první polovinu roku 2011. V únoru 2011 ministerstvo obrany Čínské lidové republiky oznámilo odklad startu na druhou polovinu roku 2011.
Stanici Tchien-kung 1 vynesla do vesmíru nosná raketa Dlouhý pochod 2F, která odstartovala 29. září 2011 ve 13:16 UTC) z z kosmodromu Ťiou-čchüan v poušti Gobi. Desetimetrová stanice o délce 10,4 metru, průměru 3,35 metru a hmotnosti 8,5 tuny se pohybovala na oběžné dráze ve výšce 330–350 km.
Po měsíci letu a testování systémů se k ní 2. listopadu 2011 v 17:28 UTC připojila bezpilotní kosmická loď Šen-čou 8, a to ve stínu Země, aby se zabránilo rušení citlivých navigačních a setkávacích zařízení slunečním svitem. Bylo to první spojení čínských kosmických lodí. Po 12 dnech, 14. listopadu v 11:27 UTC, se kosmická loď od stanice odpojila, vzdálila zhruba na 140 metrů a po řádném přiblížení se v 11:53 UTC znovu připojila, tentokrát na Sluncem osvětlené části své oběžné dráhy kolem Země. Šen-čou 8 se od stanice definitivně odpojila 16. listopadu 2011 v 10:30 UTC a o den později v 11:32:30 UTC její přistávací modul úspěšně přistál v čínské oblasti Vnitřní Mongolsko.
Další let k Tchien-kung 1 už byl s posádkou. Šen-čou 9 se ke stanici automaticky připojila dva dny po svém startu, 18. června 2012 v 06:07:05 UTC. Na palubě byli kosmonauti Ťing Chaj-pcheng a Liou Wang a první čínská kosmonautka Liou Jang. Kromě vědeckého programu provedla posádka automatické odpojení své lodi a stanice 24. června v 3:09 UTC a poté opětovné připojení ze vzdálenosti 400 metrů, na posledních 140 metrech v manuálním režimu pod vedením Liou Wanga , který ve 4:42 UTC opět obě tělesa spojil. Loď se pak od stanice definitivně odpoutala 28. června v 1:22 UTC a 29. června v 2:03 UTC přistála ve Vnitřním Mongolsku.
Také Šen-čou 10 se ke stanici připojila dva dny po startu, 13. června 2013 v 05:11 UTC. Kosmonauti Nie Chaj-šeng a Čang Siao-kuang a kosmonautka Wang Ja-pching prováděli medicínské a technologické experimenty, uskutečnili přímý televizní přenos z paluby lodi s fyzikálními pokusy pro čínské školáky, který mělo sledovat 60 milionů dětí, a stejně jako posádka předchozího letu se se svou lodí odpojili od stanice (23. června v 0:26 UTC) a opětovně připojili (ve 2:07 UTC), oba manévry byly provedeny manuálně. Posádka svůj pobyt na stanici ukončila 25. června 2013 v 23:05 UTC a do obvyklé oblasti Vnitřního Mongolska se vrátila 26. června 2013 v 00:07:06 UTC.

## Pád
Po uplynutí dvouletého prodloužení životnosti čínská strana 21. března 2016 uvedla informaci, že stanice přestala komunikovat se Zemí a její mise byla oficiálně ukončena. Až po půl roce Čína přiznala poruchu rozvodů sloužících při nabíjení baterií ze solárních panelů. Stanice v tomto stavu vyčerpala zásoby energie a změnila se v neovladatelné těleso.
Zhruba 8,5 tunová experimentální vesmírná laboratoř tak bez kontroly začala pomalu klesat k Zemi. Původní odhady, kdy by se měly zbytky kosmické stanice dostat na zemský povrch, hovořily o období mezi říjnem 2017 a dubnem roku 2018. Takto široké období bylo určeno proto, že se stanicí nešlo manévrovat a nebylo jisté, kdy vstoupí do atmosféry.
V říjnu roku 2017 začala výška stanice klesat o něco rychleji než v předchozím období, což bylo známkou toho, že stanice se již dostala do horních vrstev atmosféry, které ji začaly brzdit. Jonathan McDowell, astrofyzik z Harvardovy univerzity, odhadoval, že konec stanice můžeme očekávat již ke konci roku 2017, nejpozději na začátku roku 2018. 
Do nakonec vstoupila do atmosféry a zanikla nad Pacifikem v noci z 1. dubna na 2. dubna 2018, čtvrt hodiny po půlnoci (UTC).